# Vuelta a Burgos Féminas 2021
La 6.ª edición de la Vuelta a Burgos Féminas fue una carrera de ciclismo femenino por etapas que se celebró entre el 20 y el 23 de mayo de 2021 sobre una distancia total de 434 km.
La carrera hizo parte del UCI WorldTour Femenino 2021 como competencia de categoría 2.WWT del calendario ciclístico de máximo nivel mundial siendo la novena carrera que se corre en dicho circuito y fue ganada por la ciclista neerlandesa Anna van der Breggen del equipo SD Worx. El podio lo completaron las también neerlandesas Annemiek van Vleuten del equipo Movistar Team y Demi Vollering del equipo SD Worx.

## Equipos
Tomaron la salida un total de 20 equipos, de los cuales participaron 8 equipos de categoría UCI WorldTeam Femenino y 12 equipos de categoría UCI Continental Team Femenino invitados por la organización de la carrera, quienes conformaron un pelotón de 108 ciclistas de las cuales terminaron 92. Los equipos participantes fueron:
| translation for headoftableIII_translate index 58 not found (8)- Alé BTC Ljubljana - Team BikeExchange - Canyon-SRAM Racing - FDJ-Nouvelle Aquitaine-Futuroscope - Liv Racing - Movistar Team - SD Worx - Trek-Segafredo UCI Women's continental teams (5)- Bizkaia-Durango - Burgos Alimenta Women Cycling Sport - Ceratizit-WNT Pro Cycling - Cogeas-Mettler-Look Pro Cycling Team - Instafund Racing Unknown team category (7)- A.R. Monex - Eneicat-RBH Global-Martin Villa - Massi Tactic - Rally - Río Miera-Cantabria Deporte - Sopela - Valcar-Travel & Service |
| |

## Recorrido
| Etapa     | Fecha     | Recorrido                                                            | type             | Distancia (km) | Desnivel (m) | Ganador               | Líder                |
| --------- | --------- | -------------------------------------------------------------------- | ---------------- | -------------- | ------------ | --------------------- | -------------------- |
| 1.ª etapa | 20 de may | Villadiego – Sargentes de la Lora                                    | etapa escarpada  | 99,85          | 1105 m       | Grace Brown           | Grace Brown          |
| 2.ª etapa | 21 de may | Pedrosa de Valdeporres – Villarcayo de Merindad de Castilla la Vieja | etapa escarpada  | 97,1           | 1062 m       | Anastasia Chursina    | Elise Chabbey        |
| 3.ª etapa | 22 de may | Medina de Pomar – Ojo Guareña                                        | etapa escarpada  | 117,25         | 1247 m       | Cecilie Uttrup Ludwig | Niamh Fisher-Black   |
| 4.ª etapa | 23 de may | Quintanar de la Sierra – Lagunas de Neila                            | etapa de montaña | 124,3          | 1999 m       | Anna van der Breggen  | Anna van der Breggen |

## Desarrollo de la carrera

### 1.ª etapa
| Villadiego - Sargentes de la Lora | etapa escarpada | (99,85 km) |

| \| Clasificación de la etapa \| Clasificación de la etapa \| Clasificación de la etapa \| Clasificación de la etapa \| Clasificación de la etapa \| \| Ciclista \| Ciclista \| Equipo \| Tiempo \| \| \| ------------------------- \| ------------------------- \| -------------------------- \| ------------------------- \| ------------------------- \| \| 1.ª \| Grace Brown \| Team BikeExchange \| 2 h 28 min 28 s \| \| \| 2.ª \| Elise Chabbey \| Canyon-SRAM Racing \| + 0 s \| \| \| 3.ª \| Niamh Fisher-Black \| SD Worx \| + 0 s \| \| \| 4.ª \| Arlenis Sierra \| A.R. Monex Women's \| + 5 s \| \| \| 5.ª \| Soraya Paladin \| Liv Racing \| + 5 s \| \| \| 6.ª \| Sofia Bertizzolo \| Liv Racing \| + 5 s \| \| \| 7.ª \| Elisa Longo Borghini \| Trek-Segafredo \| + 5 s \| \| \| 8.ª \| Demi Vollering \| SD Worx \| + 5 s \| \| \| 9.ª \| Tereza Neumanová \| Centro Mundial de Ciclismo \| + 5 s \| \| \| 10.ª \| Annemiek van Vleuten \| Movistar Team \| + 5 s \| \| |                      |                            |                 |
| |                      |                            |                 |
| Fuente: ProCyclingStats |                      |                            |                 |
| Clasificación de la etapa |                      |                            |                 |
| Ciclista | Ciclista             | Equipo                     | Tiempo          |
| 1.ª | Grace Brown          | Team BikeExchange          | 2 h 28 min 28 s |
| 2.ª | Elise Chabbey        | Canyon-SRAM Racing         | + 0 s           |
| 3.ª | Niamh Fisher-Black   | SD Worx                    | + 0 s           |
| 4.ª | Arlenis Sierra       | A.R. Monex Women's         | + 5 s           |
| 5.ª | Soraya Paladin       | Liv Racing                 | + 5 s           |
| 6.ª | Sofia Bertizzolo     | Liv Racing                 | + 5 s           |
| 7.ª | Elisa Longo Borghini | Trek-Segafredo             | + 5 s           |
| 8.ª | Demi Vollering       | SD Worx                    | + 5 s           |
| 9.ª | Tereza Neumanová     | Centro Mundial de Ciclismo | + 5 s           |
| 10.ª | Annemiek van Vleuten | Movistar Team              | + 5 s           |

| \| Clasificación general \| Clasificación general \| Clasificación general \| Clasificación general \| Clasificación general \| \| Ciclista \| Ciclista \| Equipo \| Tiempo \| \| \| --------------------- \| --------------------- \| -------------------------- \| --------------------- \| --------------------- \| \| 1.ª \| Grace Brown \| Team BikeExchange \| 2 h 28 min 28 s \| \| \| 2.ª \| Elise Chabbey \| Canyon-SRAM Racing \| + 0 s \| \| \| 3.ª \| Niamh Fisher-Black \| SD Worx \| + 0 s \| \| \| 4.ª \| Arlenis Sierra \| A.R. Monex Women's \| + 5 s \| \| \| 5.ª \| Soraya Paladin \| Liv Racing \| + 5 s \| \| \| 6.ª \| Sofia Bertizzolo \| Liv Racing \| + 5 s \| \| \| 7.ª \| Elisa Longo Borghini \| Trek-Segafredo \| + 5 s \| \| \| 8.ª \| Demi Vollering \| SD Worx \| + 5 s \| \| \| 9.ª \| Tereza Neumanová \| Centro Mundial de Ciclismo \| + 5 s \| \| \| 10.ª \| Annemiek van Vleuten \| Movistar Team \| + 5 s \| \| |                      |                            |                 |
| |                      |                            |                 |
| Fuente: ProCyclingStats |                      |                            |                 |
| Clasificación general |                      |                            |                 |
| Ciclista | Ciclista             | Equipo                     | Tiempo          |
| 1.ª | Grace Brown          | Team BikeExchange          | 2 h 28 min 28 s |
| 2.ª | Elise Chabbey        | Canyon-SRAM Racing         | + 0 s           |
| 3.ª | Niamh Fisher-Black   | SD Worx                    | + 0 s           |
| 4.ª | Arlenis Sierra       | A.R. Monex Women's         | + 5 s           |
| 5.ª | Soraya Paladin       | Liv Racing                 | + 5 s           |
| 6.ª | Sofia Bertizzolo     | Liv Racing                 | + 5 s           |
| 7.ª | Elisa Longo Borghini | Trek-Segafredo             | + 5 s           |
| 8.ª | Demi Vollering       | SD Worx                    | + 5 s           |
| 9.ª | Tereza Neumanová     | Centro Mundial de Ciclismo | + 5 s           |
| 10.ª | Annemiek van Vleuten | Movistar Team              | + 5 s           |

### 2.ª etapa
| Pedrosa de Valdeporres - Villarcayo de Merindad de Castilla la Vieja | etapa escarpada | (97,1 km) |

| \| Clasificación de la etapa \| Clasificación de la etapa \| Clasificación de la etapa \| Clasificación de la etapa \| Clasificación de la etapa \| \| Ciclista \| Ciclista \| Equipo \| Tiempo \| \| \| ------------------------- \| ------------------------- \| ---------------------------------- \| ------------------------- \| ------------------------- \| \| 1.ª \| Anastasia Chursina \| Alé BTC Ljubljana \| 2 h 29 min 28 s \| \| \| 2.ª \| Alice Barnes \| Canyon-SRAM Racing \| + 1 min 11 s \| \| \| 3.ª \| Amalie Dideriksen \| Trek-Segafredo \| + 1 min 11 s \| \| \| 4.ª \| Arlenis Sierra \| A.R. Monex Women's \| + 1 min 11 s \| \| \| 5.ª \| Sandra Alonso \| Bizkaia-Durango \| + 1 min 11 s \| \| \| 6.ª \| Laura Tomasi \| Alé BTC Ljubljana \| + 1 min 11 s \| \| \| 7.ª \| Eugénie Duval \| FDJ-Nouvelle Aquitaine-Futuroscope \| + 1 min 11 s \| \| \| 8.ª \| Jelena Erić \| Movistar Team \| + 1 min 11 s \| \| \| 9.ª \| Demi Vollering \| SD Worx \| + 1 min 11 s \| \| \| 10.ª \| Marie Le Net \| FDJ-Nouvelle Aquitaine-Futuroscope \| + 1 min 11 s \| \| |                    |                                    |                 |
| |                    |                                    |                 |
| Fuente: ProCyclingStats |                    |                                    |                 |
| Clasificación de la etapa |                    |                                    |                 |
| Ciclista | Ciclista           | Equipo                             | Tiempo          |
| 1.ª | Anastasia Chursina | Alé BTC Ljubljana                  | 2 h 29 min 28 s |
| 2.ª | Alice Barnes       | Canyon-SRAM Racing                 | + 1 min 11 s    |
| 3.ª | Amalie Dideriksen  | Trek-Segafredo                     | + 1 min 11 s    |
| 4.ª | Arlenis Sierra     | A.R. Monex Women's                 | + 1 min 11 s    |
| 5.ª | Sandra Alonso      | Bizkaia-Durango                    | + 1 min 11 s    |
| 6.ª | Laura Tomasi       | Alé BTC Ljubljana                  | + 1 min 11 s    |
| 7.ª | Eugénie Duval      | FDJ-Nouvelle Aquitaine-Futuroscope | + 1 min 11 s    |
| 8.ª | Jelena Erić        | Movistar Team                      | + 1 min 11 s    |
| 9.ª | Demi Vollering     | SD Worx                            | + 1 min 11 s    |
| 10.ª | Marie Le Net       | FDJ-Nouvelle Aquitaine-Futuroscope | + 1 min 11 s    |

| \| Clasificación general \| Clasificación general \| Clasificación general \| Clasificación general \| Clasificación general \| \| Ciclista \| Ciclista \| Equipo \| Tiempo \| \| \| --------------------- \| ---------------------- \| ------------------------------------ \| --------------------- \| --------------------- \| \| 1.ª \| Elise Chabbey \| Canyon-SRAM Racing \| 4 h 59 min 07 s \| \| \| 2.ª \| Niamh Fisher-Black \| SD Worx \| + 0 s \| \| \| 3.ª \| Grace Brown \| Team BikeExchange \| + 0 s \| \| \| 4.ª \| Arlenis Sierra \| A.R. Monex Women's \| + 5 s \| \| \| 5.ª \| Demi Vollering \| SD Worx \| + 5 s \| \| \| 6.ª \| Tereza Neumanová \| Centro Mundial de Ciclismo \| + 5 s \| \| \| 7.ª \| Katarzyna Niewiadoma \| Canyon-SRAM Racing \| + 5 s \| \| \| 8.ª \| Tamara Drónova \| Cogeas-Mettler-Look Pro Cycling Team \| + 5 s \| \| \| 9.ª \| Sofia Bertizzolo \| Liv Racing \| + 5 s \| \| \| 10.ª \| Ashleigh Moolman-Pasio \| SD Worx \| + 5 s \| \| |                        |                                      |                 |
| |                        |                                      |                 |
| Fuente: ProCyclingStats |                        |                                      |                 |
| Clasificación general |                        |                                      |                 |
| Ciclista | Ciclista               | Equipo                               | Tiempo          |
| 1.ª | Elise Chabbey          | Canyon-SRAM Racing                   | 4 h 59 min 07 s |
| 2.ª | Niamh Fisher-Black     | SD Worx                              | + 0 s           |
| 3.ª | Grace Brown            | Team BikeExchange                    | + 0 s           |
| 4.ª | Arlenis Sierra         | A.R. Monex Women's                   | + 5 s           |
| 5.ª | Demi Vollering         | SD Worx                              | + 5 s           |
| 6.ª | Tereza Neumanová       | Centro Mundial de Ciclismo           | + 5 s           |
| 7.ª | Katarzyna Niewiadoma   | Canyon-SRAM Racing                   | + 5 s           |
| 8.ª | Tamara Drónova         | Cogeas-Mettler-Look Pro Cycling Team | + 5 s           |
| 9.ª | Sofia Bertizzolo       | Liv Racing                           | + 5 s           |
| 10.ª | Ashleigh Moolman-Pasio | SD Worx                              | + 5 s           |

### 3.ª etapa
| Medina de Pomar - Ojo Guareña | etapa escarpada | (117,25 km) |

| \| Clasificación de la etapa \| Clasificación de la etapa \| Clasificación de la etapa \| Clasificación de la etapa \| Clasificación de la etapa \| \| Ciclista \| Ciclista \| Equipo \| Tiempo \| \| \| ------------------------- \| ------------------------- \| ---------------------------------- \| ------------------------- \| ------------------------- \| \| 1.ª \| Cecilie Uttrup Ludwig \| FDJ-Nouvelle Aquitaine-Futuroscope \| 3 h 00 min 28 s \| \| \| 2.ª \| Katarzyna Niewiadoma \| Canyon-SRAM Racing \| + 0 s \| \| \| 3.ª \| Anna van der Breggen \| SD Worx \| + 0 s \| \| \| 4.ª \| Elisa Longo Borghini \| Trek-Segafredo \| + 0 s \| \| \| 5.ª \| Niamh Fisher-Black \| SD Worx \| + 3 s \| \| \| 6.ª \| Mavi García \| Alé BTC Ljubljana \| + 3 s \| \| \| 7.ª \| Demi Vollering \| SD Worx \| + 3 s \| \| \| 8.ª \| Annemiek van Vleuten \| Movistar Team \| + 3 s \| \| \| 9.ª \| Ashleigh Moolman-Pasio \| SD Worx \| + 3 s \| \| \| 10.ª \| Soraya Paladin \| Liv Racing \| + 3 s \| \| |                        |                                    |                 |
| |                        |                                    |                 |
| Fuente: ProCyclingStats |                        |                                    |                 |
| Clasificación de la etapa |                        |                                    |                 |
| Ciclista | Ciclista               | Equipo                             | Tiempo          |
| 1.ª | Cecilie Uttrup Ludwig  | FDJ-Nouvelle Aquitaine-Futuroscope | 3 h 00 min 28 s |
| 2.ª | Katarzyna Niewiadoma   | Canyon-SRAM Racing                 | + 0 s           |
| 3.ª | Anna van der Breggen   | SD Worx                            | + 0 s           |
| 4.ª | Elisa Longo Borghini   | Trek-Segafredo                     | + 0 s           |
| 5.ª | Niamh Fisher-Black     | SD Worx                            | + 3 s           |
| 6.ª | Mavi García            | Alé BTC Ljubljana                  | + 3 s           |
| 7.ª | Demi Vollering         | SD Worx                            | + 3 s           |
| 8.ª | Annemiek van Vleuten   | Movistar Team                      | + 3 s           |
| 9.ª | Ashleigh Moolman-Pasio | SD Worx                            | + 3 s           |
| 10.ª | Soraya Paladin         | Liv Racing                         | + 3 s           |

| \| Clasificación general \| Clasificación general \| Clasificación general \| Clasificación general \| Clasificación general \| \| Ciclista \| Ciclista \| Equipo \| Tiempo \| \| \| --------------------- \| ---------------------- \| ---------------------------------- \| --------------------- \| --------------------- \| \| 1.ª \| Niamh Fisher-Black \| SD Worx \| 7 h 59 min 38 s \| \| \| 2.ª \| Grace Brown \| Team BikeExchange \| + 0 s \| \| \| 3.ª \| Katarzyna Niewiadoma \| Canyon-SRAM Racing \| + 2 s \| \| \| 4.ª \| Elisa Longo Borghini \| Trek-Segafredo \| + 2 s \| \| \| 5.ª \| Cecilie Uttrup Ludwig \| FDJ-Nouvelle Aquitaine-Futuroscope \| + 2 s \| \| \| 6.ª \| Anna van der Breggen \| SD Worx \| + 2 s \| \| \| 7.ª \| Demi Vollering \| SD Worx \| + 5 s \| \| \| 8.ª \| Ashleigh Moolman-Pasio \| SD Worx \| + 5 s \| \| \| 9.ª \| Soraya Paladin \| Liv Racing \| + 5 s \| \| \| 10.ª \| Ane Santesteban \| Team BikeExchange \| + 5 s \| \| |                        |                                    |                 |
| |                        |                                    |                 |
| Fuente: ProCyclingStats |                        |                                    |                 |
| Clasificación general |                        |                                    |                 |
| Ciclista | Ciclista               | Equipo                             | Tiempo          |
| 1.ª | Niamh Fisher-Black     | SD Worx                            | 7 h 59 min 38 s |
| 2.ª | Grace Brown            | Team BikeExchange                  | + 0 s           |
| 3.ª | Katarzyna Niewiadoma   | Canyon-SRAM Racing                 | + 2 s           |
| 4.ª | Elisa Longo Borghini   | Trek-Segafredo                     | + 2 s           |
| 5.ª | Cecilie Uttrup Ludwig  | FDJ-Nouvelle Aquitaine-Futuroscope | + 2 s           |
| 6.ª | Anna van der Breggen   | SD Worx                            | + 2 s           |
| 7.ª | Demi Vollering         | SD Worx                            | + 5 s           |
| 8.ª | Ashleigh Moolman-Pasio | SD Worx                            | + 5 s           |
| 9.ª | Soraya Paladin         | Liv Racing                         | + 5 s           |
| 10.ª | Ane Santesteban        | Team BikeExchange                  | + 5 s           |

### 4.ª etapa
| Quintanar de la Sierra - Lagunas de Neila | etapa de montaña | (124,3 km) |

| \| Clasificación de la etapa \| Clasificación de la etapa \| Clasificación de la etapa \| Clasificación de la etapa \| Clasificación de la etapa \| \| Ciclista \| Ciclista \| Equipo \| Tiempo \| \| \| ------------------------- \| ------------------------- \| ---------------------------------- \| ------------------------- \| ------------------------- \| \| 1.ª \| Anna van der Breggen \| SD Worx \| 3 h 24 min 15 s \| \| \| 2.ª \| Annemiek van Vleuten \| Movistar Team \| + 0 s \| \| \| 3.ª \| Demi Vollering \| SD Worx \| + 20 s \| \| \| 4.ª \| Pauliena Rooijakkers \| Liv Racing \| + 35 s \| \| \| 5.ª \| Clara Koppenburg \| Rally Cycling \| + 37 s \| \| \| 6.ª \| Katrine Aalerud \| Movistar Team \| + 51 s \| \| \| 7.ª \| Cecilie Uttrup Ludwig \| FDJ-Nouvelle Aquitaine-Futuroscope \| + 1 min 04 s \| \| \| 8.ª \| Ashleigh Moolman-Pasio \| SD Worx \| + 1 min 06 s \| \| \| 9.ª \| Grace Brown \| Team BikeExchange \| + 1 min 09 s \| \| \| 10.ª \| Amanda Spratt \| Team BikeExchange \| + 1 min 17 s \| \| |                        |                                    |                 |
| |                        |                                    |                 |
| Fuente: ProCyclingStats |                        |                                    |                 |
| Clasificación de la etapa |                        |                                    |                 |
| Ciclista | Ciclista               | Equipo                             | Tiempo          |
| 1.ª | Anna van der Breggen   | SD Worx                            | 3 h 24 min 15 s |
| 2.ª | Annemiek van Vleuten   | Movistar Team                      | + 0 s           |
| 3.ª | Demi Vollering         | SD Worx                            | + 20 s          |
| 4.ª | Pauliena Rooijakkers   | Liv Racing                         | + 35 s          |
| 5.ª | Clara Koppenburg       | Rally Cycling                      | + 37 s          |
| 6.ª | Katrine Aalerud        | Movistar Team                      | + 51 s          |
| 7.ª | Cecilie Uttrup Ludwig  | FDJ-Nouvelle Aquitaine-Futuroscope | + 1 min 04 s    |
| 8.ª | Ashleigh Moolman-Pasio | SD Worx                            | + 1 min 06 s    |
| 9.ª | Grace Brown            | Team BikeExchange                  | + 1 min 09 s    |
| 10.ª | Amanda Spratt          | Team BikeExchange                  | + 1 min 17 s    |

## Clasificaciones finales
Las clasificaciones finalizaron de la siguiente forma:

### Clasificación general
| \| Clasificación general \| Clasificación general \| Clasificación general \| Clasificación general \| Clasificación general \| \| Ciclista \| Ciclista \| Equipo \| Tiempo \| \| \| --------------------- \| ---------------------- \| ---------------------------------- \| --------------------- \| --------------------- \| \| 1.ª \| Anna van der Breggen \| SD Worx \| 11 h 23 min 55 s \| \| \| 2.ª \| Annemiek van Vleuten \| Movistar Team \| + 3 s \| \| \| 3.ª \| Demi Vollering \| SD Worx \| + 23 s \| \| \| 4.ª \| Clara Koppenburg \| Rally Cycling \| + 59 s \| \| \| 5.ª \| Katrine Aalerud \| Movistar Team \| + 1 min 02 s \| \| \| 6.ª \| Cecilie Uttrup Ludwig \| FDJ-Nouvelle Aquitaine-Futuroscope \| + 1 min 04 s \| \| \| 7.ª \| Grace Brown \| Team BikeExchange \| + 1 min 07 s \| \| \| 8.ª \| Ashleigh Moolman-Pasio \| SD Worx \| + 1 min 09 s \| \| \| 9.ª \| Pauliena Rooijakkers \| Liv Racing \| + 1 min 09 s \| \| \| 10.ª \| Katarzyna Niewiadoma \| Canyon-SRAM Racing \| + 1 min 25 s \| \| |                        |                                    |                  |
| |                        |                                    |                  |
| Fuente: ProCyclingStats |                        |                                    |                  |
| Clasificación general |                        |                                    |                  |
| Ciclista | Ciclista               | Equipo                             | Tiempo           |
| 1.ª | Anna van der Breggen   | SD Worx                            | 11 h 23 min 55 s |
| 2.ª | Annemiek van Vleuten   | Movistar Team                      | + 3 s            |
| 3.ª | Demi Vollering         | SD Worx                            | + 23 s           |
| 4.ª | Clara Koppenburg       | Rally Cycling                      | + 59 s           |
| 5.ª | Katrine Aalerud        | Movistar Team                      | + 1 min 02 s     |
| 6.ª | Cecilie Uttrup Ludwig  | FDJ-Nouvelle Aquitaine-Futuroscope | + 1 min 04 s     |
| 7.ª | Grace Brown            | Team BikeExchange                  | + 1 min 07 s     |
| 8.ª | Ashleigh Moolman-Pasio | SD Worx                            | + 1 min 09 s     |
| 9.ª | Pauliena Rooijakkers   | Liv Racing                         | + 1 min 09 s     |
| 10.ª | Katarzyna Niewiadoma   | Canyon-SRAM Racing                 | + 1 min 25 s     |

### Clasificación por puntos
| Clasificación por puntos | Clasificación por puntos | Clasificación por puntos           | Clasificación por puntos | Clasificación por puntos |
| Ciclista                 | Ciclista                 | Equipo                             | Puntos                   |                          |
| ------------------------ | ------------------------ | ---------------------------------- | ------------------------ | ------------------------ |
| 1.ª                      | Anna van der Breggen     | SD Worx                            | 41 pts                   |                          |
| 2.ª                      | Demi Vollering           | SD Worx                            | 40 pts                   |                          |
| 3.ª                      | Grace Brown              | Team BikeExchange                  | 37 pts                   |                          |
| 4.ª                      | Cecilie Uttrup Ludwig    | FDJ-Nouvelle Aquitaine-Futuroscope | 34 pts                   |                          |
| 5.ª                      | Annemiek van Vleuten     | Movistar Team                      | 34 pts                   |                          |
| 6.ª                      | Katarzyna Niewiadoma     | Canyon-SRAM Racing                 | 30 pts                   |                          |
| 7.ª                      | Arlenis Sierra           | A.R. Monex Women's                 | 30 pts                   |                          |
| 8.ª                      | Niamh Fisher-Black       | SD Worx                            | 29 pts                   |                          |
| 9.ª                      | Elisa Longo Borghini     | Trek-Segafredo                     | 27 pts                   |                          |
| 10.ª                     | Anastasia Chursina       | Alé BTC Ljubljana                  | 25 pts                   |                          |

### Clasificación de la montaña
| Clasificación de la montaña | Clasificación de la montaña | Clasificación de la montaña        | Clasificación de la montaña | Clasificación de la montaña |
| Ciclista                    | Ciclista                    | Equipo                             | Puntos                      |                             |
| --------------------------- | --------------------------- | ---------------------------------- | --------------------------- | --------------------------- |
| 1.ª                         | Anna van der Breggen        | SD Worx                            | 32 pts                      |                             |
| 2.ª                         | Annemiek van Vleuten        | Movistar Team                      | 25 pts                      |                             |
| 3.ª                         | Demi Vollering              | SD Worx                            | 20 pts                      |                             |
| 4.ª                         | Cecilie Uttrup Ludwig       | FDJ-Nouvelle Aquitaine-Futuroscope | 18 pts                      |                             |
| 5.ª                         | Pauliena Rooijakkers        | Liv Racing                         | 18 pts                      |                             |
| 6.ª                         | Niamh Fisher-Black          | SD Worx                            | 15 pts                      |                             |
| 7.ª                         | Clara Koppenburg            | Rally Cycling                      | 12 pts                      |                             |
| 8.ª                         | Katrine Aalerud             | Movistar Team                      | 11 pts                      |                             |
| 9.ª                         | Elise Chabbey               | Canyon-SRAM Racing                 | 11 pts                      |                             |
| 10.ª                        | Grace Brown                 | Team BikeExchange                  | 10 pts                      |                             |

### Clasificación de las jóvenes
| Clasificación del mejor joven | Clasificación del mejor joven | Clasificación del mejor joven      | Clasificación del mejor joven | Clasificación del mejor joven |
| Ciclista                      | Ciclista                      | Equipo                             | Tiempo                        |                               |
| ----------------------------- | ----------------------------- | ---------------------------------- | ----------------------------- | ----------------------------- |
| 1.ª                           | Niamh Fisher-Black            | SD Worx                            | 11 h 25 min 36 s              |                               |
| 2.ª                           | Évita Muzic                   | FDJ-Nouvelle Aquitaine-Futuroscope | + 4 s                         |                               |
| 3.ª                           | Mikayla Harvey                | Canyon-SRAM Racing                 | + 27 s                        |                               |
| 4.ª                           | Anna Shackley                 | SD Worx                            | + 59 s                        |                               |
| 5.ª                           | Andrea Ramírez Fregoso        | A.R. Monex Women's                 | + 2 min 16 s                  |                               |
| 6.ª                           | Barbara Malcotti              | Valcar-Travel & Service            | + 2 min 21 s                  |                               |
| 7.ª                           | Tereza Neumanová              | Centro Mundial de Ciclismo         | + 2 min 24 s                  |                               |
| 8.ª                           | Anna Baidak                   | Eneicat-RBH                        | + 4 min 51 s                  |                               |
| 9.ª                           | Federica Piergiovanni         | Valcar-Travel & Service            | + 6 min 24 s                  |                               |
| 10.ª                          | Yúliya Biriukova              | Eneicat-RBH                        | + 6 min 53 s                  |                               |

### Clasificación por equipos
| Clasificación por equipos | Clasificación por equipos          | Clasificación por equipos | Clasificación por equipos |
| Equipo                    | Equipo                             | Tiempo                    |                           |
| ------------------------- | ---------------------------------- | ------------------------- | ------------------------- |
| 1.º                       | SD Worx                            | 34 h 13 min 12 s          |                           |
| 2.º                       | Team BikeExchange                  | + 3 min 21 s              |                           |
| 3.º                       | Liv Racing                         | + 3 min 35 s              |                           |
| 4.º                       | Canyon-SRAM Racing                 | + 4 min 19 s              |                           |
| 5.º                       | Movistar Team                      | + 5 min 51 s              |                           |
| 6.º                       | Alé BTC Ljubljana                  | + 5 min 52 s              |                           |
| 7.º                       | A.R. Monex                         | + 7 min 12 s              |                           |
| 8.º                       | FDJ-Nouvelle Aquitaine-Futuroscope | + 11 min 01 s             |                           |
| 9.º                       | Rally                              | + 15 min 55 s             |                           |
| 10.º                      | Ceratizit-WNT Pro Cycling          | + 15 min 58 s             |                           |

## Evolución de las clasificaciones
| Etapa                   |                         | Ganador _             | Clasificación general | Puntos               | Montaña              | Jóvenes            | Equipo _          |
| ----------------------- | ----------------------- | --------------------- | --------------------- | -------------------- | -------------------- | ------------------ | ----------------- |
| 1.ª etapa               | etapa escarpada         | Grace Brown           | Grace Brown           | Grace Brown          | Grace Brown          | Niamh Fisher-Black | SD Worx           |
| 2.ª etapa               | etapa escarpada         | Anastasia Chursina    | Elise Chabbey         | Arlenis Sierra       | Heidi Franz          | Niamh Fisher-Black | Alé BTC Ljubljana |
| 3.ª etapa               | etapa escarpada         | Cecilie Uttrup Ludwig | Niamh Fisher-Black    | Grace Brown          | Niamh Fisher-Black   | Niamh Fisher-Black | Alé BTC Ljubljana |
| 4.ª etapa               | etapa de montaña        | Anna van der Breggen  | Anna van der Breggen  | Anna van der Breggen | Anna van der Breggen | Niamh Fisher-Black | SD Worx           |
| Clasificaciones finales | Clasificaciones finales |                       | Anna van der Breggen  | Anna van der Breggen | Anna van der Breggen | Niamh Fisher-Black | SD Worx           |

## Ciclistas participantes y posiciones finales
Convenciones:
- AB-N: Abandono en la etapa "N"
- FLT-N: Retiro por llegada fuera del límite de tiempo en la etapa "N"
- NTS-N: No tomó la salida para la etapa "N"
- DES-N: Descalificado o expulsado en la etapa "N"

## UCI WorldTour Femenino
La Vuelta a Burgos Féminas otorgó puntos para el UCI World Ranking Femenino y el UCI WorldTour Femenino para corredoras de los equipos en las categorías UCI WorldTeam Femenino y Continental Femenino. Las siguientes tablas muestran el baremo de puntuación y las 10 corredoras que obtuvieron más puntos:
| Posición              | 1.ª | 2.ª | 3.ª | 4.ª | 5.ª | 6.ª | 7.ª | 8.ª | 9.ª | 10.ª | 11.ª | 12.ª | 13.ª | 14.ª | 15.ª | 16.ª-20.ª | 21.ª-30.ª | 31.ª-40.ª |
| Clasificación general | 400 | 320 | 260 | 220 | 180 | 140 | 120 | 100 | 80  | 68   | 56   | 48   | 40   | 32   | 28   | 24        | 16        | 8         |
| Por etapa             | 50  | 40  | 30  | 25  | 20  | 18  | 15  | 10  | 8   | 6    |      |      |      |      |      |           |           |           |
| Líder                 | 8   |     |     |     |     |     |     |     |     |      |      |      |      |      |      |           |           |           |
| Mejor joven           | 6   | 4   | 2   |     |     |     |     |     |     |      |      |      |      |      |      |           |           |           |

| Clasificación |              |        |         |       |       |       |       |
| Posición      | Ciclista     | Equipo | General | Etapa | Líder | Joven | Total |
| ------------- | ------------ | ------ | ------- | ----- | ----- | ----- | ----- |
| 1.ª           | Bandera de ? |        | 400     |       |       |       |       |
| 2.ª           | Bandera de ? |        | 320     |       |       |       |       |
| 3.ª           | Bandera de ? |        | 260     |       |       |       |       |
| 4.ª           | Bandera de ? |        | 220     |       |       |       |       |
| 5.ª           | Bandera de ? |        | 180     |       |       |       |       |
| 6.ª           | Bandera de ? |        | 140     |       |       |       |       |
| 7.ª           | Bandera de ? |        | 120     |       |       |       |       |
| 8.ª           | Bandera de ? |        | 100     |       |       |       |       |
| 9.ª           | Bandera de ? |        | 80      |       |       |       |       |
| 10.ª          | Bandera de ? |        | 68      |       |       |       |       |